# Guilty Gear X
Guilty Gear X (ギルティギア ゼクス?, Giruti Gia Zekusu, pronunciato "guilty gear zex"), sottotitolato By Your Side, è il secondo videogioco della serie Guilty Gear series, e si svolge poche settimane dopo gli eventi del primo Guilty Gear originale.
È stato pubblicato in numerose versioni:
- Guilty Gear X (ギルティギア ゼクス?, Giruti Gia Zekusu)
- Guilty Gear X Plus (ギルティギア ゼクスプラス?, Giruti Gia Zekusu Purasu)
- Guilty Gear X: Advance Edition (ギルティギア ゼクス アドバンスエディション?, Giruti Gia Zekusu Adobansu Edishon)
- Guilty Gear X ver 1.5

La versione originale per Dreamcast è stata inizialmente pubblicata come edizione limitata con uno speciale mini-cd, in tre varianti, ognuno dei quali contenenti due differenti artwork visibili su un PC, ed una traccia musicale proveniente dal gioco. Tutte e tre le versioni del mini-CD erano marchiate come "Type-A", "Type-B" e "Type-C", ed hanno una diversa immagine sul dorso del disco.

## Personaggi
Personaggi presenti nei precedenti giochi
- Sol Badguy
- Ky Kiske
- May
- Baiken
- Faust
- Potemkin
- Chipp Zanuff
- Millia Rage
- Zato-1
- Axl Low
- Testament

Personaggi nuovi
- Jam Kuradoberi
- Johnny
- Anji Mito
- Venom
- Dizzy
- Robo-Ky

## Revisioni

### X Plus
Una conversione revisionata, disponibile solo per la PS2 in Giappone, mentre la conversione per PS2 Americana ed Europea era solamente una conversione fedele al gioco originale, privo delle aggiunte della versione Plus.
Tornano, ridisegnati ma non bilanciati meccanicalmente, Kliff Undersn e Justice. Ora ogni personaggio dispone di tre modalità: Normale, Extra e G.G, sono stati aggiunti attacchi vari, le versioni Extra e G.G. sono sbloccabili sconfiggendo il preciso personaggio nella modalità Survival, e possono essere sbloccate anche le loro versioni oscure e dorate, entrambe con caratteristiche uniche per ogni personaggio. La modalità storia è stata assai espansa ed è stato implementato un sistema di password con cui sbloccare segreti - le password le si possono ottenere giocando lo spin off Guilty Gear Petit 2.

### Advance Edition
Basata sulla versione arcade originale, aggiunge la modalità tag, survival, allenamento e 3vs3, inoltre i pulsanti utilizzabili possono essere tre o quattro. Tutti i personaggi eccetto Robo-Ky sono presenti, ma la versione Extra di Ky Kiske usa le mosse "beta" di Robo Ky.
La modalità a 3 giocatori viene inclusa anche in questa edizione - già era presente in X Plus - e ogni personaggio adesso può essere graficamente editato - solo i colori - però mancano i poteri oscuri e dorati comparsi nella revisione X Plus per PS2.

### Ver 1.5
Una conversione per la piattaforma Atomiswave, aggiunge tutti gli elementi aggiuntivi della versione console e alcuni elementi della serie XX, con una difficoltà ribilanciata e Testament e Dizzy sbloccati fin dall'inizio, oltre che bilanciati. Il titolo fu svelato per la prima volta all'AOU2003.

### Petit
- Guilty Gear Petit

Conversione portatile e pesantemente decurtata della serie, presenta i personaggi in formato super deformed, sebbene solo alcuni siano disponibili: Sol Badguy, Ky Kiske, Millia Rage, May, Potemkin, Fanny, Jam Kuradoberi e GGMillia.

### Petit 2
- Guilty Gear Petit 2

Include le versioni super deformed di tutti i personaggi esistenti, eccetto Baiken, Dizzy e Robo-Ky. Fanny ritorna anche in questo titolo e Millia, May, Sol e Ky tornano con i loro stili di combattimento del primo titolo. Sono disponibili anche i personaggi dorati e oscuri di X Plus. Le password ottenute nel gioco permettono di sbloccare elementi ulteriori in Guilty Gear X Plus.

### Club/Raid of Arms
Un sito online sui videogiochi e tratta di videogiochi per piattaforme portatili. Include contenuti speciali come suonerie, fumetti, brani vocali, mini-giochi e il picchiaduro Raid of Arms, ispirato alla serie Guilty Gear X: disponibili sono Sol Badguy, Ky Kiske, May, Baiken, Potemkin, Chipp Zanuff, Millia Rage, Zato-1, Axl Low, Baldhead, Kliff, ed ES-Watt. La barra della tensione è stata rinominata barra caotica.

## Valutazioni
GameRankings valuta Guilty Gear X con una media dell 80%.
Altre recensioni:
- Edge magazine: 8/10
- Electronic Gaming Monthly: 7.16/10
- GamePro: 4 out of 5
- GameSpot: 7.9/10
- GameSpy: 87%
- IGN: 8.8/10
- PlayStation Official Magazine: 8/10